# حسوشكي
حسوشكي هي قرية في مقاطعة ماكو، إيران. يقدر عدد سكانها بـ 174 نسمة بحسب إحصاء 2016.